# Jean Carlo de Souza
Jean Carlo de Souza (Cascavel, 2 de abril de 1971), é um ex-futebolista brasileiro que atuava como meia-atacante.

## Carreira

### Início
Jean Carlo iniciou sua carreira em 1990, no Cascavel FC, e no mesmo ano foi para o Matsubara, então uma força mediana do futebol paranaense.
Ficou no clube da cidade de Cambará até 1992, quando assinou com o Palmeiras, sendo o primeiro reforço da "Era Parmalat". Integrou o elenco que venceu o Brasileirão em 1993.
Passou também por Cruzeiro e Juventude até 1996, quando assinou com o Atlético Paranaense, que voltava à elite do futebol brasileiro no mesmo ano.
Atuando juntamente de alguns novatos, como o goleiro Flávio, o zagueiro Andrei, os meias Alberto, Sidiclei (irmão de Jean Carlo), Jorginho e Leomar, e os atacantes Oséas e Clóvis, e também de atletas mais calejados, como o goleiro Ricardo Pinto e os zagueiros Paulão, Lira e Jorge Luiz, e até de estrangeiros, como o uruguaio Gustavo Matosas, o polonês Mariusz Piekarski e o teuto-brasileiro Paulo Rink, disputou 22 partidas na campanha do Furacão no Brasileirão de 1996, no qual ficou em um honroso quarto lugar.
Depois de atuar por São José, Guarani, Fluminense, Vitória e Santa Cruz entre 1997 e 2000, passou a defender equipes médias ou de pequena expressão durante uma década: Portuguesa Santista, Santo André, River, Vila Nova, Paraná, Ulbra, Pirambu, Bonsucesso, CSA, CRB, Sampaio Corrêa, Botafogo-PB, Goytacaz, Picos e Guaçuano.
Retornou ao futebol paranaense em 2011, assinando com o modesto Cascavel CR, onde voltaria a jogar com seu irmão Sidiclei, que também já estava no final de sua carreira. Apesar da experiência da dupla, eles pouco fizeram para evitar o rebaixamento da Cobra à segunda divisão estadual do ano seguinte. No mesmo ano foi para o Comercial, tradicional agremiação do Mato Grosso do Sul, onde chegou até a semifinal. Ele ainda ganhou uma placa em comemoração a um gol feito contra o SERC.
O último clube da carreira de Jean Carlo foi o Sinop, em 2013, quando o meia já estava com 42 anos de idade.

## Títulos
Palmeiras
- Campeonato Paulista: 1993[7] e 1994
- Campeonato Brasileiro: 1993[3]
- Torneio Rio-São Paulo: 1993